# Glycyphana nasalis
Glycyphana nasalis är en skalbaggsart som beskrevs av Karl Henrik Boheman 1858. Glycyphana nasalis ingår i släktet Glycyphana och familjen Cetoniidae. Inga underarter finns listade i Catalogue of Life.